# Andreas Schulze (Schriftsteller)
Andreas Schulze (* 1972 in Finsterwalde) ist ein deutscher Autor, dessen literarisches Debüt Preben Kaas: Herr Ostertag macht Geräusche 2012 mit dem Goldenen Pick ausgezeichnet wurde.

## Leben und Werk
Andreas Schulze war bis zu seinem zwanzigsten Lebensjahr Florettfechter als Leistungssportler und war in der DDR Jugendmeister im Florettfechten. Heute arbeitet er als Barkeeper im Dresdener Kino Schauburg, ist Songwriter und Gitarrist der Dresdener Band Shortcuts und schreibt Kurzgeschichten. Sein Manuskript Preben Kaas: Herr Ostertag macht Geräusche, sein erster langer Text überhaupt, wurde mit dem Goldenen Pick 2012 ausgezeichnet und erscheint beim deutschen Verlag Chicken House im Herbst 2013. 2013 war er Jurymitglied der Auszeichnung Das außergewöhnliche Buch des Kinder- und Jugendprogramms des Internationalen Literaturfestivals Berlin.
Andreas Schulze lebt in Dresden.

## Zitate von Schulze
„Ohne Rhythmusgefühl sollte man das Musizieren und Schreiben noch mal überdenken. Es dreht sich dabei alles um Stimmung, interessante Strukturen und einen Spannungsbogen. Sechzehn Takte Strophe, zwölf Takte Zwischenteil und acht Takte Refrain reichen da nicht aus. Meine Geschichten wollen ebenso wie die Musik unberechenbar sein.“

## Presseschau
„Unter den Texten, die zur Auswahl standen, überzeugte Herr Ostertag macht Geräusche die fünfköpfige Jury, der unter anderen der Autor Andreas Steinhöfel angehörte, durch seinen raffinierten Aufbau, die souveräne Sprache und nicht zuletzt die originelle Idee. Hinzu kommt, dass Julians Zeitreisen eben nicht aus der Innenperspektive des Jungen geschildert werden, sondern dass mit Preben Kaas ein distanzierter Erzähler etabliert wird, der durchaus enigmatisch durch den Text führt und damit den Leser dazu auffordert, sich ein eigenes Bild der Handlung zu machen - manchmal sogar am Erzähler vorbei. So ist Herr Ostertag macht Geräusche in seiner Struktur ein forderndes Buch und gerade dadurch eine faszinierende Lektüre für junge Leser ab etwa vierzehn Jahren.“

## Bibliografie
- 2013: Preben Kaas: Herr Ostertag macht Geräusche, Chicken House, Hamburg (erscheint im Oktober)

## Diskografie
- 2013: Thanks, I feel fine mit seiner Band Shortcuts (Tracks: 1. Goldmine, 2. 1st Man On Mars, 3. No More Daydreams, 4. Flying Jive, 5. And Than The World Got Sounds, 6. We’re Close To Sleep, 7. Lichtlied, 8. Raumschiffsong, 9. Holy Sand, 10. Stuhlstück, 11. Ulrich, die Made)

## Teilnahmen an Festivals und Messen
- 2013: Leipziger Buchmesse im März
- 2013: Kinder- und Jugendprogramm des 13. internationalen literaturfestivals berlin im September

## Preise
- 2012: Goldener Pick für Preben Kaas - Herr Ostertag macht Geräusche im Oktober